# ロバート3世 (スコットランド王)
ロバート3世（Robert III, 1337年8月14日 - 1406年4月4日）は、スコットランド王（在位：1390年 - 1406年）。即位前の名前はジョン・ステュアート（John Stewart）。ロバート2世の長男だったが、ロバート3世が生まれた時にはまだ正式に結婚していなかったため、少年時は庶子扱いだった。
ロバート3世はスコットランドの支配者としては名ばかりで、実質的には弟のオールバニ公ロバートが実権を握っていた。息子のジェームズの将来を案じてフランスへ逃れさせようとしたが、ジェームズはイングランド王ヘンリー4世に捕らえられ、それを聞いたロバート3世は嘆き、死期を早めた。

## 生涯
ロバート3世は父ロバート2世と母エリザベス・ミュアの長男として生まれた。両親は1336年に結婚していたが、その手続きが教会法に基づいていないと批判されていたため、非嫡出子として扱われた。1349年にようやく正式の結婚とされ、ロバートは嫡出子と認められた。
1368年、ロバート3世の大叔父で国王のデイヴィッド2世は、彼をキャリック伯に叙した。しかし1387年にロバート3世は馬に蹴られて重傷を負い、回復に数年かかった上に障害を負った。恐らくこの事故が原因で、政治の実権はロバート3世の実弟のファイフ伯ロバートが掌握していった。1389年、弟のロバートは王太子である兄を差し置いて「王国の守護者 (guardian of the kingdom)」に就任した。

### 即位
1390年5月に父ロバート2世が崩御すると、ロバート3世が王位を継承した。しかし元々庶子であったことが問題となり、実際にスクーンで戴冠式が行われたのは3カ月以上も経った1390年8月であった。
即位するにあたって、ロバート3世はそれまでの自分の洗礼名である「ジョン」を「ロバート」に変えた。これはもし自分が「ジョン2世」として即位すると、イメージの良くないジョン・ベイリャルを想起して、ロバート1世以降の王権が弱体化するのではないかと恐れたためである。この負のイメージを払拭するため、名前をロバートに変えてロバート3世として即位したのである。
障害を負っているとはいえ、ロバート3世はおそらく何回かは議会に臨御したと考えられる。だが、その実権は弟のファイフ伯ロバートが握っており、新しい国王の存在は周囲にも「王位継承のルールだから名目上」と見られた。

### 2人の王太子を失う
ロバート3世も完全に「名目上の国王」に甘んじていたわけではない。1398年にはスコットランド初の公爵位であるロスシー公を創設して長男のデイヴィッドを叙爵し、同年ファイフ伯ロバートをオールバニ公に叙爵して権力の分散を図った。さらに1399年には、ロバート3世自身の障害と隣国イングランドとの衝突を理由に、長男デイヴィッドを王国統監にして王国の支配権を移管した。
しかし、この権限の委譲はデイヴィッドの素行・力量を無視した人事と言われ、数々の不祥事を起こしたデイヴィッドにやむなくロバート3世も逮捕令を出し、1401年に弟オールバニ公ロバートがフォークランド宮殿に監禁した。翌1402年3月26日から27日にかけて、ロスシー公デイヴィッドはフォークランド宮殿で謎の死を遂げた。長男を失ったショックで父王ロバート3世は、デイヴィッドの死が幽閉時の監督責任者であった王弟オールバニ公ロバートによる暗殺ではないかと疑った。疑いは議会がオールバニ公を査問する騒ぎに発展したが、結局デイヴィッドは「自然死」とされた。
議会が自然死と結論付けても、ロバート3世の疑念は晴れなかった。デイヴィッドの次に三男のジェームズも暗殺され、自身の王位も簒奪されることを恐れたロバート3世は、1406年2月にジェームズを同盟国フランスの宮廷に送って保護してもらうことにした。しかし出港前にダールトン城に滞在していたジェームズに、オールバニ公ロバートは追手を差し向けた。戦いが始まるとジェームズは手漕ぎボートで脱出、フォース湾のバスロックに逃げ延びた。フランス行きの船が到着するまでの1カ月間、ジェームズとその従者は荒れ狂う海の中のこの小さな岩だらけの島に取り残された。
この間にオールバニ公ロバートは、フランス行きの妨害を手配したイングランド王に知らせを送り、イングランド王はジェームズ捕獲の兵を派遣した。結局ジェームズはノーフォーク沖でイングランド勢によって捕らえられ、捕虜としてイングランド王ヘンリー4世の許へ送られ、以後1424年までイングランドに抑留された。

### 失意のうちの他界
相次いで2人の息子を失ったロバート3世の落胆は非常に激しく、それが原因で同1406年4月4日にエアシャーのダンドナルド城で崩御した。遺体はスコットランド王の伝統的な埋葬地であるスクーンではなく、ペイズリーに埋葬された。
後継には不在のままジェームズが即位するものと宣言され、オールバニ公ロバートが摂政となった。

## 結婚と家族
1367年にロバート3世はアナベラ・ドラモンドと結婚した。アナベラはジョン・ドラモンド卿の娘で、ロバートの大叔父デイヴィッド2世の後妻マーガレット・ドラモンドの姪にあたる。2人の間には7人の子供が生まれた。
- デイヴィッド（英語版）（1378年 - 1402年） - ロスシー公、1400年に第3代ダグラス伯アーチボルト・ダグラス（英語版）の娘マージョリーと結婚した。
- ロバート - 幼少期に死亡
- ジェームズ（1394年 - 1437年） - ロスシー公、後にスコットランド王。
- マーガレット（? - 1451年頃） - 第4代ダグラス伯、およびトゥレーヌ公となるアーチボルド・ダグラス（英語版）（3代伯の息子）と結婚した。
- メアリー - 第13代アンガス伯ジョージ・ダグラス、次いでジェームズ・ケネディ卿、次いでグラハム卿ウィリアムと結婚した。
- エリザベス - 初代ダルキース男爵ジェームズ・ダグラスと結婚した。
- エジディア - ニスデール卿ウィリアム・ダグラスと結婚した。

以下の庶子がいた。
- サー・ジェームズ・ステュアート・オブ・キルブライド
- サー・ジョン・ステュアート - ショー・ステュアート・オブ・アードゴーワン家祖